# Samwel Ter-Sahakian
Samwel Ter-Sahakian (orm.: Սամվել Տեր-Սահակյան; ur. 19 września 1993 w Wanadzor) – ormiański szachista, arcymistrz od 2009 roku.

## Kariera szachowa
Od 2002 r. wielokrotnie reprezentował Armenię na mistrzostwach świata i Europy juniorów w różnych kategoriach wiekowych, zdobywając 8 medali: 
- trzy złote (Budva 2003 – ME do 10 lat, Fermo 2009 – ME do 18 lat, Caldas Novas 2011 – MŚ do 18 lat),
- cztery srebrne (Ürgüp 2004 – ME do 12 lat, Herceg Novi 2008 – ME do 16 lat, Batumi 2010 – ME do 18 lat, Porto Carras 2010 – MŚ do 18 lat),
- jeden brązowy (Belfort 2005 – MŚ do 12 lat).

W 2007 r. podzielił I m. (wspólnie z Hrantem Melkumjanem i Dawidem Kalaszjanem) w Erywaniu. W 2008 r. reprezentował Armenię na olimpiadzie juniorów (do 16 lat), zajął również III m. w finale indywidualnych mistrzostw Armenii, rozegranych w Erywaniu. W turnieju tym wypełnił pierwszą normę na tytuł arcymistrzowski, pomimo tego, iż teoretycznie był najsłabszym zawodnikiem, posiadał bowiem najniższą z całej stawki punktację rankingową. Drugą arcymistrzowską normę wypełnił w tym samym roku podczas indywidualnych mistrzostw Europy w Płowdiwie. W 2009 r. zwyciężył w Dżermuku (memoriał Karena Asrjana, wspólnie z Lewonem Babujanem) oraz podzielił III m. w Martuni (za Armanem Paszikjanem i Ferencem Berkesem, wspólnie z Siarhiejem Żyhałką). W 2015 r. zwyciężył w kołowym turnieju Moscow-Open 2015 F w Moskwie.
Najwyższy ranking w dotychczasowej karierze osiągnął 1 kwietnia 2021 r., z wynikiem 2645 punktów.